# 대한민국 민법 제1019조
대한민국 민법 제1019조는 승인, 포기의 기간에 대한 민법 상속법 조문이다.
상속 승인 및 포기, 상속재산 조사 권리, 단순승인 후 한정승인의 예외적 허용, 미성년자 특별 규정을 정하고 있다. 본 조는 2022년 12월 13일 법률 제19069호로 일부 개정되었으며, 같은 날인 2022년 12월 13일부터 시행되었다.

## 조문
제1019조(승인, 포기의 기간) ① 상속인은 상속개시있음을 안 날로부터 3월내에 단순승인이나 한정승인 또는 포기를 할 수 있다. 그러나 그 기간은 이해관계인 또는 검사의 청구에 의하여 가정법원이 이를 연장할 수 있다.  <개정 1990. 1. 13.>
② 상속인은 제1항의 승인 또는 포기를 하기 전에 상속재산을 조사할 수 있다.  <개정 2002. 1. 14.>
③ 제1항에도 불구하고 상속인은 상속채무가 상속재산을 초과하는 사실(이하 이 조에서 “상속채무 초과사실”이라 한다)을 중대한 과실 없이 제1항의 기간 내에 알지 못하고 단순승인(제1026조제1호 및 제2호에 따라 단순승인한 것으로 보는 경우를 포함한다. 이하 이 조에서 같다)을 한 경우에는 그 사실을 안 날부터 3개월 내에 한정승인을 할 수 있다.  <개정 2022. 12. 13.>
④ 제1항에도 불구하고 미성년자인 상속인이 상속채무가 상속재산을 초과하는 상속을 성년이 되기 전에 단순승인한 경우에는 성년이 된 후 그 상속의 상속채무 초과사실을 안 날부터 3개월 내에 한정승인을 할 수 있다. 미성년자인 상속인이 제3항에 따른 한정승인을 하지 아니하였거나 할 수 없었던 경우에도 또한 같다.  <신설 2022. 12. 13.>

## 참고문헌
- 류일현, 이승우. (2012). 민법 제1019조 제3항과 고려기간 내의 주의의무. 성균관법학, 24(3), 393-418.
- 정상규. "민법 제1019조 제3항(특별한정승인)의 해석 및 그 적용범위에 관한 실무상 쟁점." 법조 52.5 (2003): 128-157.

## 같이 보기
- 상속
- 채무
- 대한민국 민법 제1026조